# Marta Gayà
Pour les articles homonymes, voir Gaya.
Marta Gayà, née à Majorque en 1949, est une décoratrice espagnole, connue pour avoir été la maîtresse de Juan Carlos Ier.

## Biographie
Marta Gayà est issue d'une riche famille majorquine. Ses parents sont les propriétaires du cimentier Prebetong Baleares SA et de l'hôtel de luxe Villamil de Peguera (en) sur l'île de Majorque. Après une scolarité au Sacré-Cœur de Palma, elle suit des études de décoration à Barcelone.
Divorcée de l'ingénieur Juan Mena, elle rencontre Juan Carlos Ier en 1990, lors d'une fête organisée aux Baléares par un ami du roi. Elle devient alors sa maîtresse,. Deux ans plus tard, en 1992, Marta Gayà est victime d'un accident de la route avec des amis, dont elle est la seule rescapée. Le roi manque alors un événement officiel pour venir à son chevet en prétextant un contrôle médical en Suisse. Malgré une faible couverture médiatique, la relation était connue d'une grande partie des médias espagnols, mais était censurée par la Maison du roi. Leur relation s'affaiblit dans les années 2000, lorsque le roi fréquente la femme d'affaires allemande Corinna Larsen, entre 2004 et 2009.
Marta Gayà et Juan Carlos se rapprochent à nouveau en 2011. Entre 2011 et 2012, elle aurait reçu deux millions d'euros provenant de la fondation Lucum, créée par Juan Carlos et dont les comptes sont gardés dans la banque suisse Mirabaud,.